# Strefa Nuer

Mapa regionów i stref Etiopii.

Strefa Nuer (Nuer Zone) – obszar administracyjny w Etiopii, w Regionie Ludów Gambeli. Nazwa obszaru pochodzi od ludu Nuer, który go zamieszkuje. Do największych miasteczek należą: Kowerneng, Metar i Nginngang. Jest najbardziej wysuniętą na zachód strefą Etiopii i graniczy z Sudanem Południowym. 

## Podział administracyjny
W skład strefy wchodzi 4 ueredy:
- Lare
- Jikawo
- Wantawo
- Akobo

## Demografia
Na podstawie spisu ludności przeprowadzonego w 2007 roku, strefa miała całkowitą populację 112,6 tys. mieszkańców, w tym 10,9% zamieszkiwało miasta. 
Do głównych grup etnicznych należeli: Nuerowie (95,6%), Anuak (2,1%) i Sidama (1,2%). Do pozostałych grup etnicznych należało 1,2% populacji. 
Pod względem religijnym 88,8% wyznawało protestantyzm, 5,7% praktykowało tradycyjne religie plemienne, 5,3% islam, 3,3% było katolikami i 1,4% prawosławnymi.